# Ubli (gmina Herceg Novi)
Ubli (cyr. Убли) – wieś w Czarnogórze, w gminie Herceg Novi. W 2011 roku liczyła 20 mieszkańców.